# Wahl zum Schwedischen Reichstag 1917
- SSV: 11
- S: 86
- B: 9
- JR: 3
- FL: 62
- AV: 59

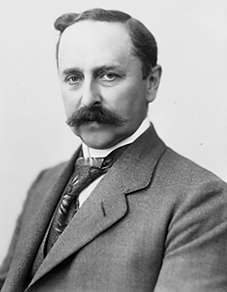
Der Liberale Nils Edén war von 1917 bis 1920 Ministerpräsident von Schweden

Im Jahre 1917 fand eine Wahl zur Zweiten Kammer des Schwedischen Reichstags statt. Wahlberechtigt waren nur Männer.
Die konservative Partei des amtierenden Ministerpräsidenten Carl Swartz erlitt erhebliche Stimmenverluste. Es kam zu einer Koalitionsregierung der Liberalen und der Sozialdemokraten.  
| Partei                                                                  | % Stimmen | Veränderung zu Sept. 1914 |
| ----------------------------------------------------------------------- | --------- | ------------------------- |
| Sozialdemokraten Sveriges socialdemokratiska arbetareparti              | 31,1 %    | −5,3 %                    |
| Liberale Liberala samlingspartiet (Liberale Sammlungspartei)            | 27,6 %    | +0,7 %                    |
| Konservative Allmänna valmansförbundet (Allgemeiner Wählerbund)         | 24,7 %    | −11,8 %                   |
| Sozialdemokratische Linkspartei Sverges socialdemokratiska vänsterparti | 8,1 %     | +8,1 %                    |
| Bauernbund Bondeförbundet                                               | 5,3 %     | +5,1 %                    |
| Reichsverband der Landwirte Jordbrukarnas Riksförbund                   | 3,1 %     | +3,1 %                    |
| Andere Parteien                                                         | 0,1 %     | +0,1 %                    |